# La notte del drive-in 3. La gita per turisti
La notte del drive-in 3. La gita per turisti (The Drive-In: The Bus Tour, 2005) è un romanzo fantascientifico di Joe R. Lansdale.
È il terzo ed ultimo romanzo della trilogia del Drive-In, seguito de Il giorno dei dinosauri.

## Trama
Dopo aver finito di narrare le proprie disavventure ai cosiddetti "figli del pocorn" (mostruose creature concepite mentre i loro genitori si cibavano del vomitocorn rimesso dal Re del Popcorn, secondo quanto narrato ne La notte del drive-in), Jack rimane a vivere in ciò che rimane del drive-in Orbit, assieme ad un nutrito gruppo di sopravvissuti. I suoi pensieri vanno però a che cosa succederebbe se le proiezioni s'interrompessero e il precario equilibrio raggiunto fosse ancora una volta messo in discussione. Perciò, avendo trovato nel folto della vegetazione cresciuta attorno al cinema un autobus scolastico abbandonato, decide di rimetterlo in funzione e partire ad esplorare il mondo squinternato in cui si è ritrovato, abbandonando la strada che ha origine e fine nel drive-in. Tra i suoi compagni di viaggio vi sono la bella Grace e il suo uomo Steve (già incontrati nel precedente episodio della trilogia), l'ingegnoso Homer (dall'aspetto simile all'omonimo personaggio de I Simpson), la giovane e graziosa Reba (futura compagna di Jack) e i due ragazzotti di campagna, James e Cory, amanti dello heavy metal.
Mentre percorrono una pista tracciata dal passaggio dei dinosauri, l'autobus viene investito da piogge torrenziali che ben presto provocano un'inondazione ma, grazie ai galleggianti ideati da Homer, riesce ad uscirne quasi indenne e si ritrova alla deriva su un immenso specchio d'acqua, in fondo al quale si scorge un colossale ponte che congiunge la terra al cielo. Il gruppo rimane in navigazione per molti giorni e molte notti, durante le quali si formano banchi di nebbia che mostrano, come in una fantasmagoria, scene del passato dei protagonisti all'interno del drive-in. Ciò sviluppa in loro un senso d'inquietudine, che si somma alla noia di giornate sempre più monotone, finché l'autobus non viene inghiottito da un pesce gatto di proporzioni colossali.
Il veicolo si ferma circa alla metà dell'apparato digerente del mostro, che si rivela percorso da un sistema d'illuminazione e abitato da altre persone che ne sono state inghiottite. Uno di questi, Billy Joe detto Bjoe, va a fare gli onori di casa dei nuovi arrivati, raccontando la storia di come lui e gli altri sopravvissuti erano arrivati lì.
Essi erano stati tra i primi ad uscire dall'Orbit dopo il ritorno della cometa e, dopo avere scoperto la circolarità della strada, si erano stabiliti sulle rive del grande specchio d'acqua vivendo di pesca e di raccolta. Uno di loro, di nome Tim, li aveva convinti a costruire una grande arca con la quale solcare il mare, e per questo era stato soprannominato Noè; ma, dopo essere salpati, la scarsa governabilità dell'imbarcazione li aveva lasciati in preda alle bonacce, col risultato che si erano rivoltati contro Noè che fu ucciso e mangiato. L'arca si sfaldò a causa della perdita di coesione della colla che teneva assieme le assi e le scialuppe con i superstiti furono inghiottiti dal pesce.
Bjoe avverte anche Jack e compagnia che verso la coda del pesce, dove c'è meno luce, si aggirano degli esseri oscuri, da lui chiamati i furtivi, con i quali è meglio non avere a che fare. Racconta loro anche una sua teoria sull'esistenza del mostro: esso sarebbe un essere artificiale progettato dai creatori del mondo in cui si sono ritrovati dopo la comparsa della cometa, ma che per qualche motivo non sarebbe stato completato. Invita i nuovi venuti ad unirsi al loro gruppo, ma essi declinano l'offerta, sia per il modo troppo disinvolto con cui Bjoe ha raccontato i suoi trascorsi di cannibale sia per lo sguardo concupiscente rivolto a Grace. Decidono piuttosto di provare a uscire con dall'orifizio posteriore del pesce, malgrado la minaccia rappresentata dai furtivi; a far anticipare la mossa è la richiesta di Bjoe, spalleggiato dai suoi seguaci, che Grace vada con loro. Cory, stufo di avere rapporti omosessuali col suo amico James, chiede che all'interno del loro gruppo si condividano anche le donne, ma Grace gli dà un calcio al viso di una violenza tale da lasciarlo stecchito; a quel punto, James decide di lasciare l'autobus e di andare da Bjoe, mentre gli altri proseguono nel loro tentativo.
Per capire il momento più propizio per tentare l'uscita, vale a dire quando il pesce è più vicino alla superficie dell'acqua, si basano sulla differenza di pressione che percepiscono con le orecchie. Mentre viene lanciato attraverso gli escrementi del pesce, l'autobus si danneggia e Jack ne viene scagliato fuori. Tenta di salvare Reba, rimasta aggrappata a un paraurti, ma le forze gli mancano, e non può fare altro che aggrapparsi ad un galleggiante che si è staccato, prima di perdere i sensi. Quando si ridesta ritrova Steve e Grace, aggrappati al cadavere di Homer, e insieme raggiungono a nuoto la terra su cui si erge l'enorme ponte. Il giorno dopo le onde ributtano a riva Reba, sfinita ma ancora viva. 
Le due coppie vivono presso la riva nutrendosi di pesce e di frutti "al sapore di piscio", finché non avviene un fenomeno sconcertante: il sole sembra precipitare nel mare facendone ribollire le acque. I quattro allora decidono di allontanarsene dirigendosi verso il ponte, che in realtà è un traliccio da cui pendono dei cavi metallici intrecciati; alla sua base trovano un enorme mucchio di corpi umani putrefatti, manichini e pupazzi meccanici a molla.
Alla fine della scalata, passando attraverso un orifizio nel cielo, il gruppo arriva in una grande stanza in cui si trovano dei fondali cinematografici, ma, a differenza di quanto raccontato a Grace da Popalong Cassidy, non riescono a entrarvi. Vedono poi delle copie inanimate di loro stessi e, ripensando alle parole di Bjoe, si rendono conto di essere anch'essi degli esseri artificiali, opera di qualche creatore dallo strano senso dell'umorismo, e decidono di andare a cercarlo per fargli scontare il fatto di essersi divertito a ingarbugliare le loro vite. Questi si palesa infine a loro come Little Billy, presentandosi come l'ologramma di un vecchio che sta morendo. Rivela loro ciò che già hanno intuito, ma aggiunge che anch'egli si è reso conto, di essere, con ogni probabilità, un organismo artificiale e che il mondo che ha creato per il proprio divertimento morirà con lui. In attesa che giunga la fine, Jack, Grace, Reba e Steve (che si è spezzato il collo) si lanciano in volo con un aereo a molla.

## Edizioni
- (EN)   Joe R. Lansdale, The Drive-In: The Bus Tour, Subterranean Press, 2005,  p. 229.
- Joe R. Lansdale, La notte del drive-in 3. La gita per turisti, traduzione di Alfredo Colitto, Stile libero. Noir, Einaudi, 2008,  p. 232, ISBN 978-88-06-17586-3.
- Joe R. Lansdale, Il drive-in 3. La gita per turisti, traduzione di Alfredo Colitto, in  Joe R. Lansdale, Drive-in: la trilogia, Super ET, Einaudi, 2012,  p. 539, ISBN 978-88-06-21198-1.